# Дубинец, Виктор Григорьевич
Виктор Григорьевич Дубинец — советский хозяйственный, государственный и политический деятель.

## Биография
Родился в 1940 году в Белорусской ССР. Член КПСС.
С 1957 года — на хозяйственной, общественной и политической работе. 
В 1957—2000 гг. — фрезеровщик, в Советской Армии, шахтёр проходческой бригады в Междуреченске, водитель, экспедитор и грузчик Междуреченского АТП, бригадир комплексной бригады водителей большегрузных автомобилей Междуреченского АТП.
За большой личный вклад в увеличение добычи угля был в составе коллектива удостоен Государственной премии СССР за выдающиеся достижения в труде 1984 года.
Избирался депутатом Верховного Совета РСФСР 11-го созыва, а также депутатом областного и городского Советов.
Умер в Междуреченске в 2004 году. В его честь названа улица в поселке Усинский.